# Rulison (випробування)

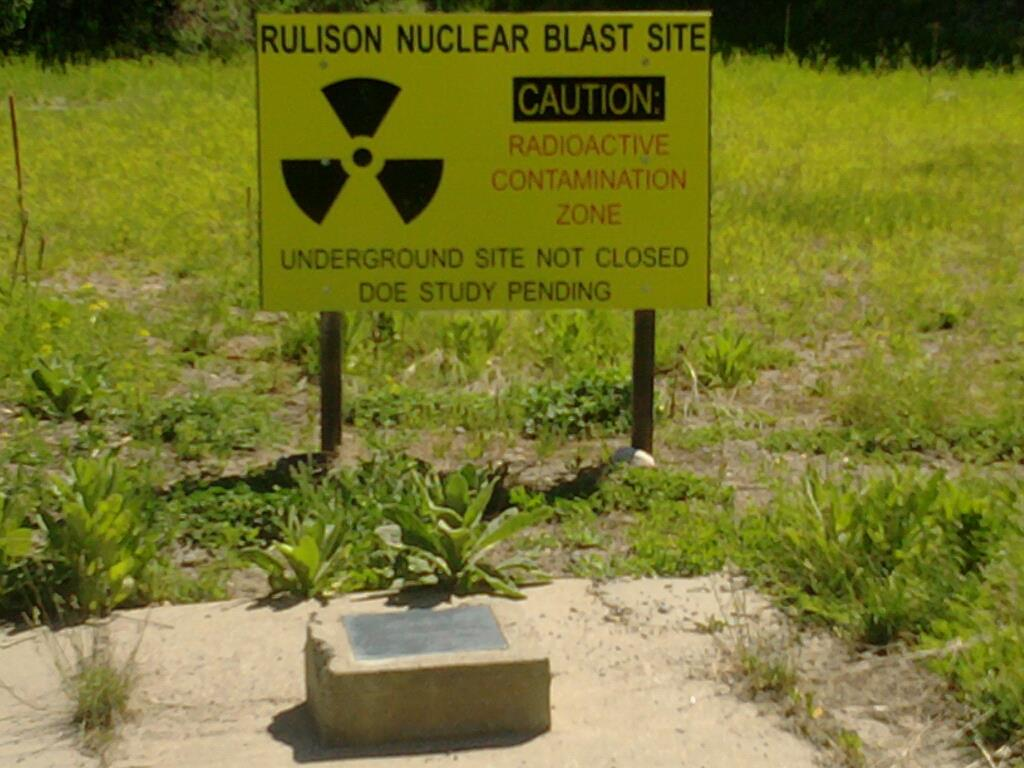
Плакат, зведений в 1976 році, і відзначає місце, де стався вибух. До нього можна доїхати по ґрунтовій дорозі Garfield County Route

Проєкт Rulison (англ. Project Rulison) — підземне ядерне випробування США, назване на честь сільської громади Rulison, штат Колорадо, потужністю 43 кілотонни.

## Історія
Випробування відбулося 10 вересня 1969 року, приблизно за 13 км (8 миль) на південний схід від міста Гранд-Валл, штат Колорадо (нині містечко Парашут, округ Гарфілд штат Колорадо). Випробування було одним з безлічі, проведених в ході операції «Плаушер» (за радянською класифікацією використовувалася назва "Операція «Леміш») — програми використання мирних ядерних вибухів на території США. Мирна мета проєкту «Rulison» полягала в тому, щоб визначити, наскільки легко природний газ може бути вивільнено з-під землі.

## Результати
Вибух вивільнив великі обсяги природного газу, однак отриманий газ мав залишкове забруднення радіонуклідами і став непридатний для використання. Хоча значення вторинної радіації у добутому газі були в межах допустимої норми, на початку 1970-х років стало ясно, що отримати суспільну підтримку будь-якого продукту, який навіть мінімально містить радіоактивні речовини, у США буде важко, а той не неможливо. Це було друге з трьох ядерних випробувань програми «Плаушер» з вивчення можливості вилучення природного газу за допомогою ядерних вибухів. Два інших проєкти були названі Gasbuggy (10 грудня 1967) і Rio Blanco (17 травня 1973).